# Джиу-джитсу в Таджикистане
Джиу-джитсу в Таджикистане — один из развивающихся видов спорта в Таджикистане. Управляется Национальной федерацией джиу-джитсу.

## История
Джиу-джитсу, как вид спорта был признан и зарегистрирован официально вформе национальной Федерации 2 сентября 2013 года. Секции по джиу-джитсу есть практически во всех регионах страны. 
По статистике 2022 года джиу-джитсу в стране занимается около 2500 человек, среди них есть и девушки. 
В республике ежегодно проводят турниры, которые помогают развивать этот вид спорта в Таджикистане. 
В январе 2022 года были определены лучшие спортивные федерации Таджикистана. Федерация джиу-джитсу заняла второе место. 
Согласно рейтингу SJJIF, Таджикистан занимает 54 место по джиу-джитсу. 